# 223 Rosa
Rosa (định danh hành tinh vi hình: 223 Rosa) là một tiểu hành tinh lớn ở vành đai chính. Nó được xếp loại tiểu hành tinh kiểu X. Thành phần cấu tạo của nó dường như bằng vật liệu cacbonat giàu băng (nước). Nó thuộc nhóm tiểu hành tinh Themis.
Ngày 9 tháng 3 năm 1882, nhà thiên văn học người Áo Johann Palisa phát hiện tiểu hành tinh Rosa khi ông thực hiện quan sát ở Viên và nguồn gốc tên của nó không được biết.

Hoạt ảnh của JUICE xung quanh Mặt Trời
Mặt Trời·
Trái Đất·
JUICE·
Sao Kim·
223 Rosa·
Sao Mộc